# سكين خزفية

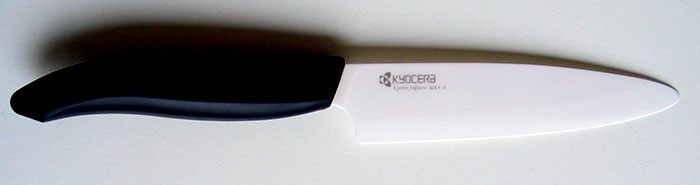
سكين خزفية.

السكين الخزفية هي سكين مصنوعة من خزف قوي جداً وقاسٍ، غالباً ما يكون من أكسيد الزركونيوم الرباعي (ZrO2 المعروف أيضاً باسم الزركونيا)، وهذه السكاكين أشد صلابة من الفولاذ بمرتين ومن النادر أن تحتاج إلى الشحذ حتى بعد فترة الاستخدام الطويلة لها.